# Roa modestus
Roa modestus е вид бодлоперка от семейство Chaetodontidae. Видът не е застрашен от изчезване.

## Разпространение и местообитание
Разпространен е в Китай, Провинции в КНР, Тайван, Филипини, Хонконг, Южна Корея и Япония.
Обитава морета и рифове в райони с тропически и умерен климат. Среща се на дълбочина от 100 до 190 m.

## Описание
На дължина достигат до 17 cm.
Популацията на вида е стабилна.